# Panasonic Panthers
Panasonic Panthers (jap. パナソニックパンサーズ) – japoński męski klub siatkarski z siedzibą w Hirakacie.
Drużyna powstała w 1952 roku, pod nazwą Matsushita Denki. W 1972 roku klub awansował do wyższej ligi, lecz po trzech sezonach klub spadł do Business League. W 1977 klub zajął pierwsze miejsce i tym sposobem dostał się do ekstraklasy. W 1987 klub ponownie został zdegradowany do Business League. W 1989 klub znowu uzyskał promocję do wyższej ligi. Przez krótki okres w sezonie 1991/1992 klub występował w Business League. Od sezonu 1992/1993 klub nosił nazwę Panasonic Matsushita Panthers i od tamtego sezonu drużyna regularnie występuje w V.League. 

## Nazwy klubu[1]
- 1952-1992 Matsushita Electric
- 1992-2006 Matsushita Electric Panasonic Panthers
- 2006-2024 Panasonic Panthers
- 2024- Osaka Bluteon

## Trenerzy
| Lata      | Imię i nazwisko  |
| --------- | ---------------- |
| 2007-2014 | Masashi Nambu    |
| 2014-2020 | Shinji Kawamura  |
| 2020-2025 | Laurent Tillie   |
| 2025-     | Tuomas Sammelvuo |

## Sukcesy
Mistrzostwo Japonii:
- 1972, 2008, 2010, 2012[5], 2014, 2018, 2019
- 1968, 1969, 1970, 1971, 1973, 2013, 2016, 2020, 2021, 2024[6]
- 1998, 2003, 2004, 2009, 2022[7], 2023[8]

Turniej Kurowashiki:
- 1964, 1966, 1968, 1969, 1973, 1981, 1998, 2008, 2009, 2010, 2012, 2014, 2018

Puchar Cesarza:
- 2009, 2011, 2012, 2017, 2023[9]

Klubowe Mistrzostwa Azji:
- 2019, 2025[10]
- 2010

## Obcokrajowcy w drużynie
| Lata gry            | Imię i nazwisko      | Pozycja     |
| ------------------- | -------------------- | ----------- |
| 2024-               | Miguel Ángel López   | przyjmujący |
| 2023-               | Thomas Jaeschke      | przyjmujący |
| 2016-2023           | Michał Kubiak        | przyjmujący |
| 2013-2014 2015-2016 | Dante Amaral         | przyjmujący |
| 2011-2012 2014-2015 | Thiago Alves         | przyjmujący |
| 2009-2010 2012-2013 | João Paulo Tavares   | przyjmujący |
| 2007-2009           | Felipe Luiz Fonteles | przyjmujący |
| 2006-2007           | Héctor Soto          | atakujący   |
| 2002-2006           | Sándor Kántor        | przyjmujący |
| 2002-2004           | Nalbert Bitencourt   | przyjmujący |
| 2000-2001           | Rafa Pascual         | przyjmujący |
| 1997-2000           | Guido Görtzen        | przyjmujący |
| 1991                | Craig Buck           | środkowy    |